# Peyrelevade
Peyrelevade (Peira Levada  auf Okzitanisch) ist eine französische Gemeinde mit 831 Einwohnern (Stand 1. Januar 2022) im Département Corrèze in der Region Nouvelle-Aquitaine. Die Einwohner nennen sich die Peyrelevadois(es).

## Geografie
Peyrelevade ist die nördlichste Gemeinde des Départements Corrèze. Sie liegt im Zentralmassiv auf dem Plateau de Millevaches und somit auch im Regionalen Naturpark Millevaches en Limousin.
Tulle, die Präfektur des Departements, liegt ungefähr 70 Kilometer südwestlich, Égletons etwa 40 Kilometer südwestlich und Ussel rund 35 Kilometer südöstlich.
Nachbargemeinden von Peyrelevade sind Gentioux-Pigerolles im Norden, Féniers im Nordosten, Saint-Setiers im Osten, Millevaches im Südosten, Saint-Merd-les-Oussines im Süden, Tarnac im Südwesten sowie Faux-la-Montagne im Westen.
Der Ort liegt am rechten Ufer des Oberlaufes der Vienne.

### Verkehr
Der Ort liegt ungefähr 35 Kilometer nordwestlich der Abfahrt 23 der Autoroute A89.

## Einwohnerentwicklung
| Jahr      | 1962 | 1968 | 1975 | 1982 | 1990 | 1999 | 2007 | 2018 |
| Einwohner | 1040 | 1181 | 1418 | 1119 | 1012 | 829  | 831  | 840  |

## Sehenswürdigkeiten

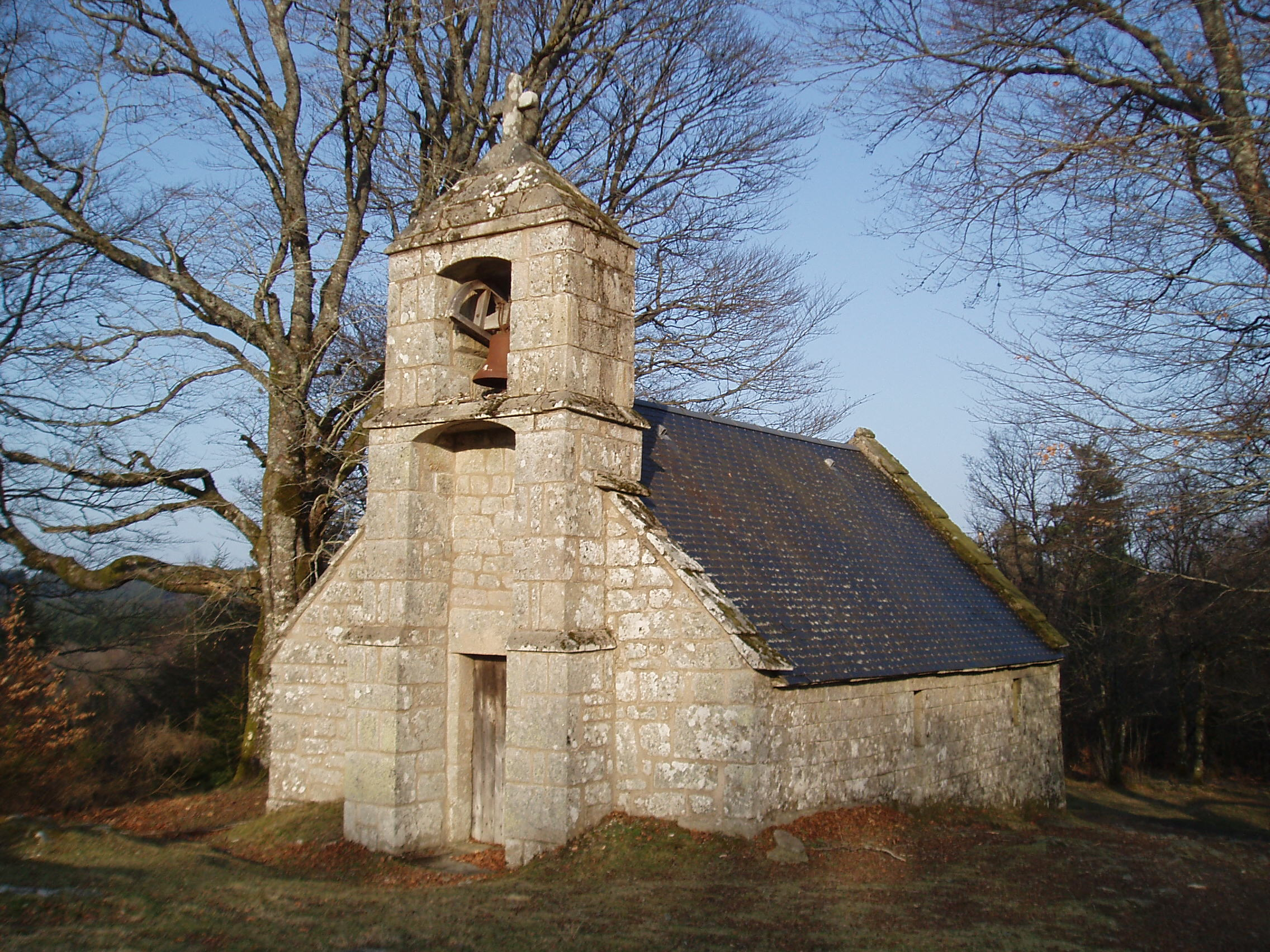
Chapelle du Rat

- Die Kapelle Chapelle du Rat, ein Sakralbau aus dem 17. Jahrhundert, auf einem Hügel in einer natürlichen Felsformation erbaut. Das Gebäude ist seit 1927 als Monument historique klassifiziert.[2] Unweit davon hat man eine schöne Sicht über das Plateau de Gentioux.
- Die Kirche Saint-Pierre, ein Sakralbau aus dem 13. Jahrhundert.[3]
- Mehrere Monumentalkreuze aus 13. bis 16. Jahrhundert.[4]
- Zwei alte Brücken über die Vienne aus dem 17. und 19. Jahrhundert.[5][6]
- Reste einer alten Befestigungsanlage aus dem 12. Jahrhundert.[7]